# Заяц, Валентин Григорьевич
Валентин Григорьевич Заяц (укр. Валентин Григорович Заяць; 30 октября 1972, Черновцы, УССР) — украинский футболист и тренер. Выступал в черновицкой «Буковине» и тернопольской «Ниве».

## Биография
Футбольную карьеру начал на любительском уровне, выступая в командах «Юность» (Южинец), «Увекс» (Юрковцы) и «Дружба» (Киселёв). Накануне сезона 1997/98 годов получил приглашение от «Буковины». Дебютировал 14 сентября 1997 в проигранном (0:1) выездном поединке 12-го тура первой лиги против винницкой «Нивы». Вышел на поле в стартовом составе и отыграл весь матч. Первым голом за «буковинцев» отличился 29 августа 1998 на 32-й минуте ничейного (1:1) выездного поединка 1/128 финала кубка Украины против николаевского «Цементника», Заяц вышел в стартовом составе и отыграл весь матч. В футболке «Буковины» в первой лиге сыграл 50 матчей, и еще 6 матчей (1 гол) провел в кубке Украины.
Накануне старта сезона 1999/00 годов перешел в клуб высшего дивизиона «Нива» Тернополь. Дебютировал 12 июля 1999 года в проигранном (1:2) домашнем поединке 1-о тура против львовских «Карпат». Вышел на поле в стартовом составе и на 46-й минуте был заменен, всего в составе «Нивы» сыграл 8 матчей. В сезоне 2000/01 годов вернулся в «Буковину», в которой играл до 2006 года. За этот период сыграл 122 матча в чемпионате и 6 матчей (1 гол) провел в кубке Украины. Всего за черновицкий клуб провел 184 официальных матча (12 кубковых поединков, 58 матчей в первой лиге и 114 во второй лиге Украины).
С июля 2011 по 2013 год работал тренером по научной работе в черновицкой «Буковине», которую возглавлял его младший брат Вадим. С лета 2019 года снова работал в тренерском корпусе родной команды, а его брат в свою очередь занимал должность президента клуба.